# Сан Секондо ди Пинероло
Сан Секондо ди Пинероло (итал. San Secondo di Pinerolo) је насеље у Италији у округу Торино, региону Пијемонт.
Према процени из 2011. у насељу је живело 1447 становника. Насеље се налази на надморској висини од 420 м.

## Становништво
Према резултатима пописа становништва 2011. у општини је живело 3.608 становника.
| 1931. | 1936. | 1951. | 1961. | 1971. | 1981. | 1991. | 2001. | 2011. |
| ----- | ----- | ----- | ----- | ----- | ----- | ----- | ----- | ----- |
| 1.885 | 1.907 | 1.931 | 1.991 | 2.309 | 3.244 | 1.971 | 3.379 | 3.608 |